# Walking in Avalon
Walking in Avalon, album av Christopher Cross, utgivet 19 maj 1998. Albumet var Cross' sjunde album och det är producerat av Christopher Cross och Rob Meurer.
Albumet utgavs ursprungligen som en dubbel-CD ihop med livealbumet The Concert. Båda har senare givits ut var för sig.

## Låtlista
1. In A Red Room (Christopher Cross/Rob Meurer)
2. Walking In Avalon (Christopher Cross/Rob Meurer)
3. Hunger (Christopher Cross/Rob Meurer)
4. When She Smiles (Christopher Cross/Rob Meurer)
5. It's Always Something (Christopher Cross/Rob Meurer)
6. Dream Too Loud (Christopher Cross/Rob Meurer)
7. I Know You Well (Christopher Cross/Rob Meurer)
8. Kind Of I Love You (Christopher Cross/Rob Meurer)
9. Curled Around The World (Christopher Cross/Rob Meurer/Frankfurt)
10. Rainy Day In Vancouver (Christopher Cross/Rob Meurer)